# Kansasi Egyetem
A Kansasi Egyetem egy állami fenntartású oktatási intézmény, állami fenntartású kutatóegyetem az USA-ban. 1865. március 21-én alapították.

## Tagság
Az egyetem az alábbi szervezeteknek a tagja:
- ORCID
- Digitális Könyvtárak Szövetsége
- Kutatókönyvtárak Szövetsége
- arXiv
- Association of American Universities
- Amerikai Főiskolák és Egyetemek Szövetsége
- Amerikai Oktatási Tanács
- Open Education Network
- Információhálózati Koalíció
- Association of Public and Land-grant Universities
- Kutatókönyvtárak Központja
- Scholarly Publishing and Academic Resources Coalition
- Council on Governmental Relations

## Ingatlanok és szervezetek
Az egyetem alá az alábbi ingatlanoknak és szervezeteknek a tulajdonosa:
- KFKU
- Allen Fieldhouse
- David Booth Kansas Memorial Stadium
- Hoglund Ballpark
- KANH
- KANQ
- KANV
- KANU
- KJHK
- McCook Field

## Híres diákok
A Kansasi Egyetemen több híresség is tanult, közülük néhányat az alábbi táblázat tartalmaz:
| Név                    | Tisztség | Születési idő        | Halálozási idő        | Kép |
| ---------------------- | --- | -------------------- | --------------------- | --- |
| Andrew F. Schoeppel    | politikus ügyvéd | 1894. november 23.   | 1962. január 21.      |     |
| Andrew Wiggins         | kosárlabdázó | 1995. február 23.    |                       |     |
| Bill Hougland          | kosárlabdázó | 1930. június 20.     | 2017. március 6.      |     |
| Billy Drago            | filmszínész színész televíziós színész filmproducer kaszkadőr modell                                                                                       | 1946. július 18.     | 2019. június 24.      |     |
| Bob Dole               | politikus ügyvéd jogász | 1923. július 22.     | 2021. december 5.     |     |
| Caroline Lucas         | politikus | 1960. december 9.    |                       |     |
| Chester Nez            | fegyveres erők tagja kódbeszélő | 1921. január 23.     | 2014-06-04 2014-06-05 |     |
| Christian Braun        | kosárlabdázó | 2001. április 17.    |                       |     |
| Clyde Tombaugh         | csillagász egyetemi oktató | 1906. február 4.     | 1997. január 17.      |     |
| Don Johnson            | énekes színész televíziós színész filmszínész filmproducer dalszerző filmrendező                                                                           | 1949. december 15.   |                       |     |
| Gillian Flynn          | újságíró television critic regényíró író forgatókönyvíró filmkritikus filmforgatókönyv-író                                                                 | 1971. február 24.    |                       |     |
| Hobart Muir Smith      | zoológus herpetológus egyetemi oktató | 1912. szeptember 26. | 2013. március 4.      |     |
| James Gunn             | író regényíró sci-fi író újságíró | 1923. július 12.     | 2020. december 23.    |     |
| Jerry Moran            | politikus ügyvéd banktisztviselő egyetemi oktató híresség                                                                                                  | 1954. május 29.      |                       |     |
| Jo Jo White            | kosárlabdázó kosárlabdaedző étteremvezető színész | 1946. november 16.   | 2018. január 16.      |     |
| Joe Engle              | repülőtiszt űrhajós berepülőpilóta fedélzeti mérnök mérnök                                                                                                 | 1932. augusztus 26.  | 2024. július 10.      |     |
| Joel Embiid            | kosárlabdázó | 1994. március 16.    |                       |     |
| John Crutcher          | politikus | 1916. december 19.   | 2017. március 13.     |     |
| Juan Manuel Santos     | politikus újságíró közgazdász ügyvéd | 1951. augusztus 10.  |                       |     |
| Keith Kellogg          | katonatiszt | 1944. május 12.      |                       |     |
| Kip Niven              | színházi színész filmszínész televíziós színész | 1945. május 27.      | 2019. május 6.        |     |
| Kjell Almskog          | menedzser siviløkonom | 1941. január 5.      |                       |     |
| Mandy Patinkin         | énekes rendező forgatókönyvíró színész | 1952. november 30.   |                       |     |
| Nancy Landon Kassebaum | politikus cégvezető | 1932. július 29.     |                       |     |
| Pamela C. Rasmussen    | ornitológus zoológus egyetemi oktató | 1959. október 16.    |                       |     |
| Pat Cadigan            | regényíró író sci-fi író | 1953. szeptember 10. |                       |     |
| Pat Roberts            | politikus katonatiszt újságíró laptulajdonos | 1936. április 20.    |                       |     |
| Paul Pierce            | kosárlabdázó | 1977. október 13.    |                       |     |
| Paul Rudd              | színész filmproducer író filmszínész színházi színész televíziós színész forgatókönyvíró humorista                                                         | 1969. április 6.     |                       |     |
| Ralph Miller           | kosárlabdázó kosárlabdaedző amerikaifutball-játékos | 1919. március 9.     | 2001. május 15.       |     |
| Rebek Gyula            | kémikus egyetemi oktató tudós | 1944. április 11.    |                       |     |
| Robert Morris          | szobrász festőművész író művész illusztrátor videóművész installációs művész performanszművész koncepcionális művész video installation artist képzőművész | 1931. február 9.     | 2018. november 28.    |     |
| Ronald Evans           | űrhajós katonatiszt mérnök pilóta fedélzeti mérnök | 1933. november 10.   | 1990. április 7.      |     |
| Sam Brownback          | politikus ügyvéd diplomata ügyvezető tanár író műsorvezető                                                                                                 | 1956. szeptember 12. |                       |     |
| Scott Bakula           | televíziós színész filmszínész színházi színész filmproducer színész                                                                                       | 1954. október 9.     |                       |     |
| Steven Alan Hawley     | űrhajós fizikus csillagász | 1951. december 12.   |                       |     |
| William E. Borah       | politikus ügyvéd | 1865. június 29.     | 1940. január 19.      |     |
| Wilt Chamberlain       | kosárlabdázó kosárlabdaedző edző forgatókönyvíró színész röplabdázó                                                                                        | 1936. augusztus 21.  | 1999. október 12.     |     |